# Campionati mondiali di skeleton 2003
I Campionati mondiali di skeleton 2003, quindicesima edizione della manifestazione organizzata dalla Federazione Internazionale di Bob e Skeleton, si tennero il 15 ed il 16 febbraio 2003 a Nagano, in Giappone, sulla pista Spiral, la stessa sulla quale si svolsero le competizioni del bob e dello slittino ai Giochi di Nagano 1998; furono disputate gare in due differenti specialità: nel singolo uomini e nel singolo donne e le vittorie furono ottenute rispettivamente dai canadesi Jeff Pain e Michelle Kelly.

## Risultati

### Singolo uomini
La gara fu disputata il 15 ed il 16 febbraio, inizialmente prevista nell'arco di quattro manches furono disputate solamente le prime tre mentre la quarta fu cancellata dalla giuria di gara a causa della fitta nevicata, e presero parte alla competizione 27 atleti in rappresentanza di 16 differenti nazioni; campione uscente era l'austriaco Martin Rettl, che concluse la prova al quindicesimo posto, ed il titolo fu conquistato dal canadese Jeff Pain, già secondo classificato nella precedente edizione, davanti agli statunitensi Chris Soule, che vinse il bronzo a Lake Placid 1997, e Brady Canfield.
| Pos. | Atleti           | Nazione     | Tempo   | Distacco |
| ---- | ---------------- | ----------- | ------- | -------- |
|      | Jeff Pain        | Canada      | 2'47"05 |          |
|      | Chris Soule      | Stati Uniti | 2'47"79 | +0"74    |
|      | Brady Canfield   | Stati Uniti | 2'48"41 | +1"36    |
| 4    | Kazuhiro Koshi   | Giappone    | 2'48"77 | +1"72    |
| 5    | Duff Gibson      | Canada      | 2'48"82 | +1"77    |
| 6    | Kevin Ellis      | Stati Uniti | 2'49"80 | +2"75    |
| 7    | Philippe Cavoret | Francia     | 2'50"03 | +2"98    |
| 8    | Kristan Bromley  | Regno Unito | 2'50"14 | +3"09    |
| 9    | Zach Lund        | Stati Uniti | 2'50"33 | +3"28    |
| 10   | Snorre Pedersen  | Norvegia    | 2'50"46 | +3"41    |

### Singolo donne
La gara fu disputata il 15 ed il 16 febbraio, inizialmente prevista nell'arco di quattro manches furono disputate solamente le prime tre mentre la quarta fu cancellata dalla giuria di gara a causa della fitta nevicata, e presero parte alla competizione 21 atlete in rappresentanza di 9 differenti nazioni; campionessa uscente era la svizzera Maya Pedersen, che concluse la prova all'ottavo posto, ed il titolo fu conquistato dalla canadese Michelle Kelly davanti alla russa Ekaterina Mironova ed alla statunitense Tristan Gale, che vinse la medaglia d'oro ai Giochi olimpici di Salt Lake City 2002.
| Pos. | Atleti                | Nazione     | Tempo   | Distacco |
| ---- | --------------------- | ----------- | ------- | -------- |
|      | Michelle Kelly        | Canada      | 2'50"63 |          |
|      | Ekaterina Mironova    | Russia      | 2'51"94 | +1"31    |
|      | Tristan Gale          | Stati Uniti | 2'52"10 | +1"47    |
| 4    | Tanja Morel           | Svizzera    | 2'52"21 | +1"58    |
| 5    | Mellisa Hollingsworth | Canada      | 2'52"55 | +1"92    |
| 6    | Diana Sartor          | Germania    | 2'52"74 | +2"11    |
| 7    | Lindsay Alcock        | Canada      | 2'52"77 | +2"14    |
| 8    | Monique Riekewald     | Germania    | 2'52"95 | +2"32    |
| 8    | Maya Pedersen         | Svizzera    | 2'52"95 | +2"32    |
| 10   | Kerstin Jürgens       | Germania    | 2'53"14 | +2"51    |

## Medagliere
| Posizione | Nazione     | Oro | Argento | Bronzo | Totale |
| --------- | ----------- | --- | ------- | ------ | ------ |
| 1         | Canada      | 2   | 0       | 0      | 2      |
| 2         | Stati Uniti | 0   | 1       | 2      | 3      |
| 3         | Russia      | 0   | 1       | 0      | 1      |
| Totale    | Totale      | 2   | 2       | 2      | 6      |